# Buffalo (condado de Buffalo, Wisconsin)
Buffalo es un pueblo ubicado en el condado de Buffalo en el estado estadounidense de Wisconsin. En el Censo de 2010 tenía una población de 705 habitantes y una densidad poblacional de 7,96 personas por km².

## Geografía
Buffalo se encuentra ubicado en las coordenadas 44°4′55″N 91°35′43″O / 44.08194, -91.59528. Según la Oficina del Censo de los Estados Unidos, Buffalo tiene una superficie total de 88.54 km², de la cual 72.13 km² corresponden a tierra firme y (18.53%) 16.4 km² es agua.

## Demografía
Según el censo de 2010, había 705 personas residiendo en Buffalo. La densidad de población era de 7,96 hab./km². De los 705 habitantes, Buffalo estaba compuesto por el 97.87% blancos, el 0.43% eran afroamericanos, el 0.14% eran amerindios, el 0.14% eran asiáticos, el 0% eran isleños del Pacífico, el 0.85% eran de otras razas y el 0.57% pertenecían a dos o más razas. Del total de la población el 0% eran hispanos o latinos de cualquier raza.